# Дрождин, Пётр Семёнович
Пётр Семёнович Дро́ждин, Дрожжин, Дрозжин (1745 (или 1749) — 1805) — русский живописец, малый портретист русского классицизма второй половины XVIII века, ассоциируемый со школой Д. Г. Левицкого. Академик Императорской Академии художеств (с 1785; ассоциированный член — «назначенный» с 1776).

## Жизнь и творчество
О его биографии известно мало. Учился в иконной мастерской Троице-Сергиевой лавры. Затем продолжил обучение в Императорской Академии художеств под руководством А. Антропова и Д. Левицкого. В 1776 году становится «назначенным в академики» за портрет своего учителя «Портрет художника А. П. Антропова с сыном перед портретом жены» (1776, ГРМ). Звание академика получает за парадный портрет барона П. Ф. Мальтица (1785, ГРМ), директора Академии художеств.
Много писал на религиозные сюжеты для Троицкого собора Александро-Невской лавры, в том числе и иконы. Копировал картины Гвидо Рени, Якопо Амигони, Пьетро Тесты.
Писал образа евангелистов для новых царских врат в церкви архангела Михаила в Михайловском замке.

## Галерея

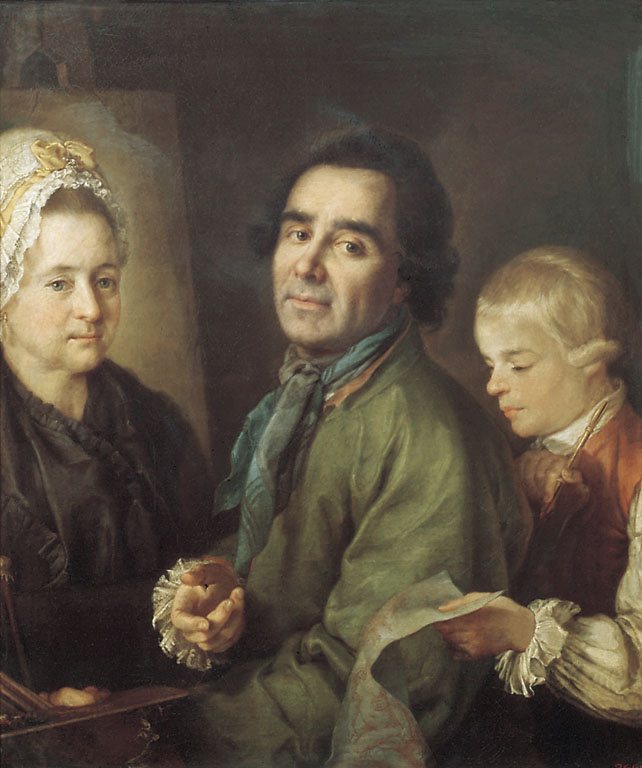
Портрет художника А. П. Антропова с сыном перед портретом жены
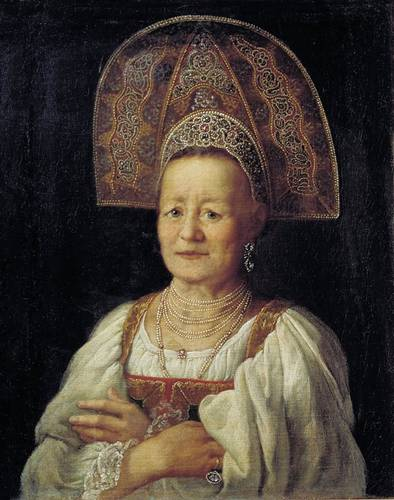
Портрет купчихи в кокошнике
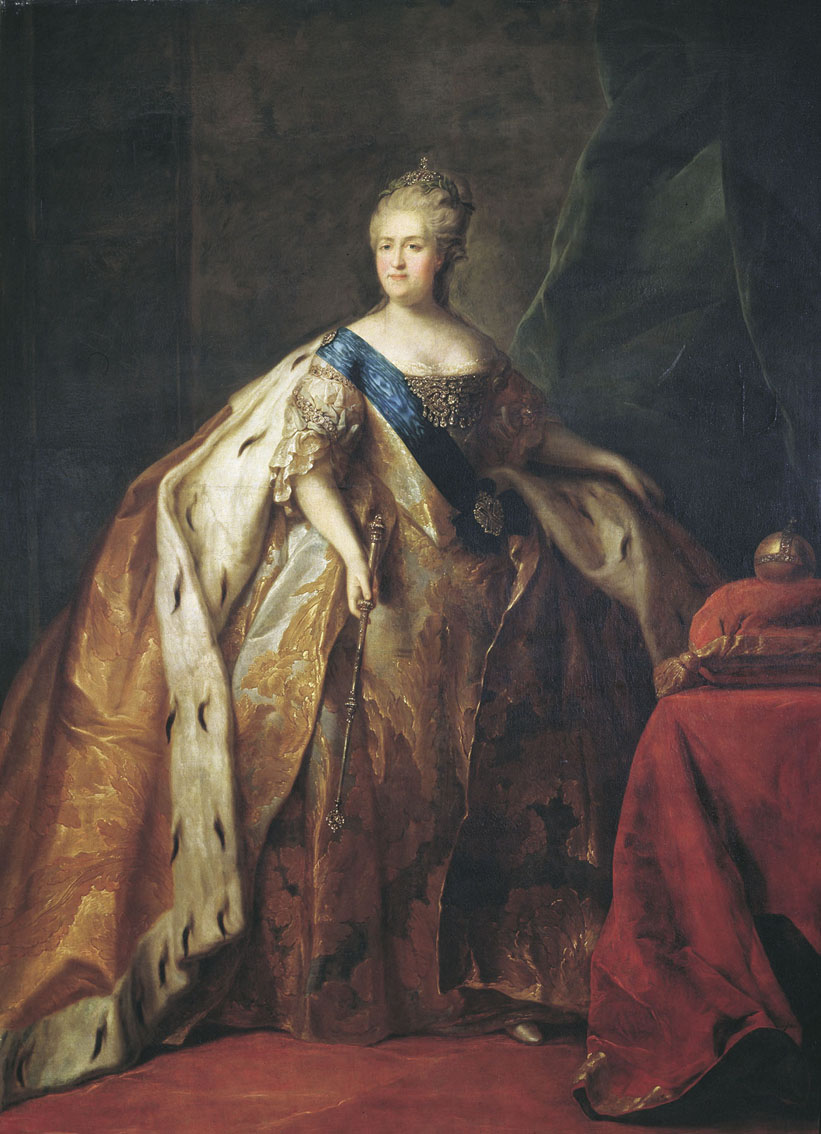
Портрет Екатерины II